# Ewjalina Laskewitsch
Ewjalina Laskewitsch (belarussisch Эвяліна Ласкевіч, engl.: Evialina Laskevich; * 10. November 2004) ist eine belarussische Tennisspielerin.

## Karriere
Laskewitsch begann mit drei Jahren das Tennisspielen und bevorzugt Rasen- und Hartplätze. Sie spielt vorrangig auf der ITF Women’s World Tennis Tour, wo sie bislang je zwei Titel im Einzel und Doppel gewann.
2020 schied sie bei den French Open im Juniorinneneinzel bereits in der ersten Runde gegen Océane Babel mit 4:6 und 3:6 aus. Im Juniorinnendoppel erreichte sie mit Partnerin Linda Nosková mit einem 2:6, 6:0 und [10:7] Sieg über Alina Shcherbinina und Tara Würth das Achtelfinale, wo sie dann aber mit 6:3, 0:6 und [6:10] gegen Marija Bondarenko und Diana Schneider verloren.
2021 verlor sie bei den French Open im Juniorinneneinzel mit 3:6 und 0:6 gegen die topgesetzte Victoria Jiménez Kasintseva. Im Juniorinnendoppel musste sie mit Partnerin Alina Shcherbinina in der ersten Runde ebenfalls gegen die topgesetzte Paarung Alexandra Eala und Oxana Olegowna Selechmetjewa antreten und sie verloren mit 4:6 und 4:6. In Wimbledon erreichte sie im Juniorinneneinzel mit einem 6:4 und 6:4 Sieg über Amelia Bissett und einem 7:63, 6:76 und 6:4 Sieg über Océane Babel das Achtelfinale, wo sie gegen Matilde Paoletti mit 1:6, 6:1 und 4:6 verlor.

## Turniersiege

### Einzel
| Nr. | Datum          | Turnier  | Kategorie | Belag     | Finalgegnerin     | Ergebnis |
| --- | -------------- | -------- | --------- | --------- | ----------------- | -------- |
| 1.  | 31. März 2024  | Monastir | ITF W15   | Hartplatz | Elena Milovanović | 6:1, 6:1 |
| 2.  | 28. April 2024 | Lopota   | ITF W50   | Hartplatz | Lina Glushko      | 6:4, 6:1 |

### Doppel
| Nr. | Datum           | Turnier             | Kategorie | Belag     | Partnerin            | Finalgegnerin                         | Ergebnis |
| --- | --------------- | ------------------- | --------- | --------- | -------------------- | ------------------------------------- | -------- |
| 1.  | 3. Februar 2024 | Scharm asch-Schaich | ITF W35   | Hartplatz | Darja Chamuzjanskaja | Linda Klimovičová Isabella Schinikowa | 6:4, 6:2 |
| 2.  | 23. März 2024   | Monastir            | ITF W15   | Hartplatz | Radka Zelníčková     | Elena Milovanović Isabella Schinikowa | 6:0, 6:1 |